# ثابت تفکیک
ثابت تفکیک در شیمی، زیست‌شیمی و داروشناسی نوع خاصی از ثابت تعادل است که تمایل یک مادهٔ بزرگتر را برای تفکیک برگشت‌پذیر به مواد کوچکتر اندازه‌گیری می‌کند مانند زمانی که یک کمپلکس به مولکول‌های سازنده‌اش تقسیم می‌شود یا یک نمک به یون‌های سازنده‌اش تجزیه می‌شود. ثابت تفکیک معمولاً با علامت {\displaystyle K_{d}} مشخص می‌شود و وارون ثابت تشکیل است. در مورد یون‌های ثابت تفکیک را ثابت یونیزاسیون نیز می‌نامند.
برای یک واکنش عمومی
{\displaystyle \mathrm {A} _{x}\mathrm {B} _{y}\rightleftharpoons x\mathrm {A} +y\mathrm {B} }
که در آن {\displaystyle \mathrm {A} _{x}\mathrm {B} _{y}} به {\displaystyle xA} و {\displaystyle yB} تجزیه می‌شود. ثابت تفکیک به صورت زیر تعریف می‌شود.
{\displaystyle K_{d}={\frac {[A]^{x}\times [B]^{y}}{[A_{x}B_{y}]}}}
که در آن [A]، [B] و [AxBy] هر یک غلظت‌های A، B و کمپلکس AxBy هستند.